# William Buford
William Terrell Buford jr. (Toledo, 10 gennaio 1990) è un cestista statunitense.

## Statistiche

### College
| Anno      | Squadra             | PG  | PT  | MP   | TC%  | 3P%  | TL%  | RP  | AP  | PRP | SP  | PP   |
| --------- | ------------------- | --- | --- | ---- | ---- | ---- | ---- | --- | --- | --- | --- | ---- |
| 2008-2009 | Ohio State Buckeyes | 33  | 25  | 29,3 | 44,8 | 36,1 | 84,9 | 3,7 | 1,1 | 0,8 | 0,4 | 11,3 |
| 2009-2010 | Ohio State Buckeyes | 37  | 37  | 34,4 | 43,7 | 38,3 | 75,4 | 5,6 | 3,1 | 1,1 | 0,3 | 14,4 |
| 2010-2011 | Ohio State Buckeyes | 36  | 34  | 32,4 | 46,2 | 44,2 | 84,3 | 3,9 | 2,9 | 0,8 | 0,3 | 14,4 |
| 2011-2012 | Ohio State Buckeyes | 39  | 37  | 33,8 | 41,9 | 35,8 | 82,5 | 5,0 | 2,7 | 0,8 | 0,2 | 14,5 |
| Carriera  | Carriera            | 145 | 133 | 32,6 | 44,0 | 38,5 | 80,8 | 4,6 | 2,5 | 0,9 | 0,3 | 13,7 |